# Antonio Bellino Rosina
Antonio Bellino Rosina (Canda, 24 giugno 1904 – Ferrara, 1º settembre 1975) è stato un matematico italiano.

## Biografia
Il 26 giugno 1927 si laureò in Matematica all'università di Ferrara dopodiché divenne assistente, sempre a Ferrara, di Analisi matematica e di Geometria analitica.
Nel 1939 insegnò sia matematica e fisica nei licei sia nelle università.
Professore di Geometria dal 1964, nel 1966 insegnò nello stesso tempo Matematiche elementari dal punto di vista superiore e Geometria.
Scrisse circa quaranta lavori. Prima si occupò di questioni di realità relative a curve algebriche nello spazio e poi costruì e classificò curve sghembe algebriche con il metodo della piccola variazione. Si occupò anche di Geometria proiettiva iperspaziale e della teoria diametrale delle curve algebriche piane e delle superfici algebriche.